# Chan Chan (Lied)
Chan Chan ist ein Lied des kubanischen Musikers Compay Segundo. Ein Welterfolg wurde es als das erste Stück auf dem Album Buena Vista Social Club, das Compay Segundo zusammen mit Ry Cooder und kubanischen Künstlern wie Eliades Ochoa und Ibrahim Ferrer 1997 veröffentlichte. Zuvor war das 1984 entstandene Lied bereits von ihm selbst und einigen anderen aufgenommen, jedoch erst 1987 erstmals veröffentlicht worden. Im Stile des Son komponiert, fällt Chan Chan durch seine markante Basslinie und die synkopische Phrasierung des mehrstimmigen Gesanges auf.

## Handlung
Wie viele kubanische Lieder hält das Stück eher bildhafte Motive als einen eindeutigen Handlungsbogen bereit. Der Refrain erinnert an das Leben der Landarbeiter: „Von Alto Cedro gehe ich nach Marcané. Komme ich in Cueto an, gehe ich nach Mayarí“ – Alto Cedro, Marcané, Cueto und Mayarí sind Ortschaften in der Provinz Holguín im Osten Kubas, aus der Compay Segundo stammte.
In der ersten Strophe klingt Chan Chan wie ein Liebeslied: „Das Gefühl, das ich für dich habe, kann ich nicht leugnen. Mir läuft das Wasser im Mund zusammen, ich kann es nicht vermeiden.“
In der zweiten Strophe ist die Rede von einem Mann, Chan Chan, und seiner Freundin Juanica, die zum Strand gehen, um dort Sand für ihren Hausbau zu holen. Juanica siebt den Sand, und dabei bewegt sie ihren Hintern so, dass Chan Chan sich schämt. Dieses Motiv entstammt einer kubanischen Geschichte, die Compay Segundo in jungen Jahren hörte.
In der dritten und letzten Strophe schließlich heißt es: „Räume das Zuckerrohr vom Weg fort, damit ich mich auf jenen Stamm dort setzen kann, sonst kann ich nicht zur Ruhe kommen.“ Die Müdigkeit, die aus diesen Zeilen spricht, passt zu dem harten Leben der Arbeiter in den Zuckerrohrplantagen, und sie scheint auch in dem ruhigen und leicht melancholischen Charakter der Musik zum Ausdruck zu kommen.

## Zitat
Compay Segundo über die Entstehung von Chan Chan:

«Yo no compuse Chan Chan; la soñé. Sueño con la música. A veces me despierto con una melodía en la cabeza, oigo los instrumentos, todo muy clarito. Me asomo al balcón y no veo a nadie, pero la escucho como si estuvieran tocando en la calle. No sé lo que será. Un día me levanté escuchando esas cuatro noticas sensibles, les puse una letra inspirándome en un cuento infantil de cuando yo era niño, Juanica y Chan Chan, y ya ves, ahora se canta en todo el mundo.»

„Ich habe Chan Chan nicht komponiert, ich habe es geträumt. Ich träume mit der Musik. Manchmal wache ich mit einer Melodie im Kopf auf, höre die Instrumente, alles sehr klar. Ich strecke mich zum Balkon aus und sehe niemanden, aber ich höre es, als ob es auf der Straße gespielt würde. Ich weiß nicht, was es ist. Eines Tages stand ich, diese vier gefühlvollen Noten hörend, auf, schrieb ihnen, von einem Kindermärchen, als ich ein Kind war, inspiriert - Juanica y Chan Chan -, einen Liedtext, und nun siehst du, jetzt wird es auf der ganzen Welt gesungen.“